# Prikraj
Prikraj is een plaats in de gemeente Brckovljani in de Kroatische provincie Zagreb. De plaats telt 590 inwoners (2001).